# Championnat du Maroc de football de deuxième division 1956-1957
 (décembre 2024).
Navigation
Édition suivante
Le Championnat du Maroc de football de deuxième division 1956-1957 est la 1re édition organisée sous l'égide de la FRMF, alors encore supervisée par la LMFA. Seize équipes participent à cette édition, bien que le club des Fonctionnaires d'Oujda ait déclaré forfait général avant le début du championnat.
À la suite des bouleversements liés à l'indépendance du Maroc en 1956, la Ligue du Maroc de Football Association (LMFA) met en place un critérium sous forme de barrages pour déterminer la composition des équipes dans les trois divisions : la 1re division, la 2e division et la 3e division. Toutes les équipes s'affrontent dans un tournoi, et leur classement dépend des résultats : celles qui perdent leur premier match sont reléguées en 3e division, tandis que celles qui échouent au second match intègrent la 2e division.

## Classement final
| Rang | Équipe                    | Pts     | J  | G  | N  | P  | Bp | Bc | Diff |
| ---- | ------------------------- | ------- | -- | -- | -- | -- | -- | -- | ---- |
| 1    | Rachad Club Meknès        | 76      | 28 | 13 | 11 | 6  | 35 | 22 | +13  |
| 2    | Union Sportive de Safi    | 71      | 28 | 14 | 6  | 10 | 41 | 34 | +7   |
| 3    | AS Marrakech              | 67      | 28 | 12 | 8  | 10 | 37 | 28 | +9   |
| 4    | Hassania Agadir           | 65      | 28 | 10 | 14 | 6  | 32 | 24 | +8   |
| 5    | Olympique Ouezzane        | 63      | 28 | 11 | 11 | 8  | 36 | 29 | +7   |
| 6    | ASTF Meknès               | 61      | 28 | 10 | 14 | 6  | 29 | 25 | +4   |
| 7    | Mouloudia Marrakech       | 60      | 28 | 12 | 8  | 10 | 38 | 39 | -1   |
| 8    | IR Tanger                 | 60      | 28 | 8  | 14 | 8  | 32 | 32 | 0    |
| 9    | US Meknès                 | 51      | 28 | 7  | 15 | 8  | 29 | 34 | -5   |
| 10   | AS Taza                   | 51      | 28 | 9  | 9  | 12 | 24 | 31 | -7   |
| 11   | Machaal Casablanca        | 49      | 28 | 8  | 11 | 11 | 34 | 37 | -3   |
| 12   | AS Justice Rabat          | 48      | 28 | 7  | 13 | 10 | 31 | 36 | -5   |
| 13   | K Casablanca              | 46      | 28 | 6  | 16 | 8  | 19 | 24 | -5   |
| 14   | USM Berkane               | 44      | 28 | 8  | 10 | 12 | 23 | 33 | -10  |
| 15   | Club Honneur Angad Oujda  | 42      | 28 | 6  | 13 | 11 | 29 | 34 | -5   |
| 16   | Club Fonctionnaires Oujda | Forfait |    |    |    |    |    |    |      |

Promotions et relégations
- Promotion en Division 1
- Barrages de promotion en Division 1
- Barrages de relégation en Division 3
- Relégation en Division 3